# ジョシュア・ジョンソン
ジョシュア・ジョンソン（Joshua Johnson、1976年5月10日 - ）は、アメリカ合衆国・ダラス出身で短距離走が専門の陸上競技選手。100mで9秒95、200mで19秒88の自己ベストを持つ。2003年パリ世界選手権男子4×100mリレーの金メダリストである。

## 経歴
2001年8月、エドモントン世界選手権の男子4×100mリレー予選でアメリカチーム（ジョン・ドラモンド、ミッキー・グリムス、デニス・ミッチェル、ジョンソン）のアンカーを務め、38秒35をマークしての準決勝進出に貢献したが、予選だけの出場に終わった。アメリカチームは準決勝も突破して金メダルを獲得したが、リレーメンバーだったティム・モンゴメリのドーピング処分によりメダルは剥奪された。
2001年8月24日、ゴールデンリーグ・ブリュッセル国際の男子200mで自己ベストとなる19秒88（+0.1）をマークし、20秒の壁を突破した。このタイムはバーナード・ウィリアムズ（20秒01）やコンスタンティノス・ケンテリス（20秒03）らを抑え、2001年の世界ランク1位の記録となった。
2002年4月21日、ウォルナットで行われた大会の100mで自己ベストとなる9秒95（+1.8）をマークし、10秒の壁を突破した。
2003年8月、パリ世界選手権の男子200mと4×100mリレーに出場。200mは初のファイナリストになるも、20秒47（+0.1）の6位に終わった。前回大会で予選だけの出場に終わった4×100mリレーは、予選・準決勝・決勝の全てでアメリカチーム（ジョン・カペル、バーナード・ウィリアムズ、ダービス・パットン、ジョンソン）のアンカーを務め、決勝では38秒06をマークしての金メダル獲得に貢献した。
2003年9月14日、年間王者決定戦と呼ばれていたワールドアスレチックファイナルの男子200mに出場。2003年パリ世界選手権の200m金メダリストであるジョン・カペルは棄権して不在だったものの、ショーン・クロフォード（20秒37）やステファン・バックランド（20秒44）やダービス・パットン（20秒46）らを破り優勝した。

## 自己ベスト
記録欄の（　）内の数字は風速（m/s）で、+は追い風を意味する。
| 種目 | 記録          | 年月日        | 場所         | 備考                    |
| 屋外 | 屋外          | 屋外          | 屋外         | 屋外                    |
| ---- | ------------- | ------------- | ------------ | ----------------------- |
| 100m | 9秒95 (+1.8)  | 2002年4月21日 | ウォルナット |                         |
| 100m | 9秒92w (+3.7) | 2007年7月28日 | サラゴサ     | 追い風参考記録          |
| 200m | 19秒88 (+0.1) | 2001年8月24日 | ブリュッセル | 2001年世界ランキング1位 |
| 室内 |               |               |              |                         |
| 60m  | 6秒55         | 2002年2月1日  | ニューヨーク |                         |

## 主要大会成績
| 年   | 大会                                | 場所               | 種目    | 結果 | 記録          | 備考       |
| ---- | ----------------------------------- | ------------------ | ------- | ---- | ------------- | ---------- |
| 2001 | 世界選手権                          | エドモントン       | 4x100mR | 予選 | 38秒35 (4走)  | 準決勝進出 |
| 2001 | グッドウィルゲームズ (en)           | ブリスベン         | 100m    | 8位  | 10秒51        |            |
| 2001 | グッドウィルゲームズ (en)           | ブリスベン         | 200m    | 3位  | 20秒54        |            |
| 2001 | グッドウィルゲームズ (en)           | ブリスベン         | 4x100mR | 決勝 | DQ (4走)      |            |
| 2003 | 世界選手権                          | パリ               | 200m    | 6位  | 20秒47 (+0.1) |            |
| 2003 | 世界選手権                          | パリ               | 4x100mR | 優勝 | 38秒06 (4走)  |            |
| 2003 | ワールドアスレチックファイナル (en) | モナコ             | 200m    | 優勝 | 20秒35 (+0.1) |            |
| 2004 | ワールドアスレチックファイナル (en) | モナコ             | 100m    | 7位  | 10秒44 (-1.6) |            |
| 2004 | ワールドアスレチックファイナル (en) | モナコ             | 200m    | 5位  | 20秒65 (+0.7) |            |
| 2007 | ワールドアスレチックファイナル (en) | シュトゥットガルト | 200m    | 6位  | 20秒48 (+1.3) |            |